# Mahfiruz
Titre
Mère du Sultan Ottoman ?
Mahfiruz  (? — avant 1622, probablement vers 1620 au plus tard) est une concubine du sultan ottoman Ahmet Ier et la mère du sultan Osman II. 
Avec la naissance d'Osman — le premier-né du souverain — Ahmet Ier devint le plus jeune sultan ottoman à devenir père, et Osman fut le premier prince aîné à naître dans la capitale de l'Empire Ottoman, Constantinople.

## Origines
On ne sait rien de ses origines familiales ; le nom de Mahfiruz n'apparait lui-même dans les sources ottomanes qu'au début du XVIIIe siècle, chez Na'imâ (en). Divers auteurs non académiques lui attribuent diverses origines.

## Concubine d'Ahmet
Mahfiruz fut probablement la première concubine d'Ahmet Ier, avec lequel elle eut le prince Osman (3 novembre 1604 — 22 mai 1622) qui devint 16e Sultan Ottoman sous le nom d'Osman II.
L'ambassadeur de Venise à Constantinople, Contarini, mentionne la torture d'une femme ayant irrité Kösem, cette femme peut bien être Mahfiruz. Plusieurs sources montrent qu'elle vécut en exil les dernières années du règne d'Ahmet Ier.

## Dernières années et mort
Selon Leslie P. Peirce, elle était vivante quand son fils Osman devint sultan en 1618 après la déposition de l'incompétent Moustapha Ier; Peirce croit qu'elle ne vivait pas dans le palais pendant le règne de son fils ni n'a pas agi comme Sultane Mère, car les registres n'indiquent la présence d'aucune Sultane Mère pendant le règne d'Osman II. Aussi, dès le milieu de 1620, la gouvernante d'Osman, commença à recevoir une allocation extraordinaire, 1000 aspres par jour plutôt que ses 200 aspres habituels. Ceci montre qu'elle remplaçait la Sultane Mère . 
Mahfiruz est peut-être tombé en disgrâce, à en juger par son absence du le palais et son inhumation à Eyüb plutôt qu'avec son mari. Elle a été enterrée dans le Cimetière d'Eyüp à Constantinople.